# باركنسونية تالية لالتهاب الدماغ
الباركنسونية التالية لالتهاب الدماغ شكل من أشكال الباركنسونية التي يُعتقد أنه تنتج بسبب عدوى فيروسية تتسبب في تحلل الخلايا العصبية في المادة السوداء.